# TAKESHIBAコロシアム
TAKESHIBAコロシアム（タケシバ・コロシアム）は、かつて日本にあったプロレスの道場兼試合会場。

## 歴史
元々はプロレスリングZERO-ONEの道場であったがZERO-ONEの活動停止後、ハッスルが使用するようになる。
ハッスルの活動停止後、2010年からプロレスリングZERO1の道場として使用されて2011年からは道場で試合を行っている。
2012年5月1日、リング常設のレンタル試合会場にリニューアル。5月5日、佐野直が、こけら落とし「TRUE〜ッス1」を開催。5月26日、ZERO1が海岸プロレスを開催。10月13日、練習拠点としてZERO1の道場を借りていたアパッチプロレス軍が初めて興行を開催して以降は、それまでの新木場1stRINGに代わる常打ちとなっていた。
2013年1月15日、大仁田厚が屋上で有刺鉄線爆破バットのデモンストレーションを行って施設が損傷したため、レンタル試合会場としての使用を一時中止。修復後はZERO1が道場マッチを開催して再開されたもののレンタル試合会場としての他団体への貸し出しは中止している。
2014年12月17日、それまでも道場を借りて練習していたDDTプロレスリング、スターダムとの3団体で道場をシェアすることを発表。DDTでは竹芝プロレス道場と呼んでいる。
2018年3月、竹芝地区の再開発により閉鎖。
道場を使用していた3団体は、それぞれZERO1は神奈川県川崎市殿町、DDTは東京都板橋区、スターダムは東京都墨田区錦糸町に道場を構えた。